# Cambodja ved OL
Cambodja deltog første gang i olympiske lege under sommer-OL 1956 i Melbourne. Landet deltog senere under sommer-OL 1964 i Tokyo og sommer-OL 1972 i München. Borgerkrigen i Cambodja forhindrede landet i at deltage i en periode. Det deltog ikke under Røde Khmer-styret, men var tilbage igen under sommer-OL 1996 i Atlanta. Landet har aldrig deltaget i vinterlege og har aldrig vundet nogen olympiske medaljer.

## Medaljeoversigt
| Cambodjas medaljer under de olympiske sommerlege | Cambodjas medaljer under de olympiske sommerlege | Cambodjas medaljer under de olympiske sommerlege | Cambodjas medaljer under de olympiske sommerlege | Cambodjas medaljer under de olympiske sommerlege | Cambodjas medaljer under de olympiske sommerlege |
| ------------------------------------------------ | ------------------------------------------------ | ------------------------------------------------ | ------------------------------------------------ | ------------------------------------------------ | ------------------------------------------------ |
| Lege                                             | Guld                                             | Sølv                                             | Bronze                                           | Totalt                                           | Rang                                             |
| 1956 Melbourne/Stockholm                         | 0                                                | 0                                                | 0                                                | 0                                                | –                                                |
| 1960 Roma                                        | Deltog ikke                                      | Deltog ikke                                      | Deltog ikke                                      | Deltog ikke                                      | Deltog ikke                                      |
| 1964 Tokyo                                       | 0                                                | 0                                                | 0                                                | 0                                                | –                                                |
| 1968 Mexico by                                   | Deltog ikke                                      | Deltog ikke                                      | Deltog ikke                                      | Deltog ikke                                      | Deltog ikke                                      |
| 1972 München                                     | 0                                                | 0                                                | 0                                                | 0                                                | –                                                |
| 1976 Montréal                                    | Deltog ikke                                      | Deltog ikke                                      | Deltog ikke                                      | Deltog ikke                                      | Deltog ikke                                      |
| 1980 Moskva                                      | Deltog ikke                                      | Deltog ikke                                      | Deltog ikke                                      | Deltog ikke                                      | Deltog ikke                                      |
| 1984 Los Angeles                                 | Deltog ikke                                      | Deltog ikke                                      | Deltog ikke                                      | Deltog ikke                                      | Deltog ikke                                      |
| 1988 Seoul                                       | Deltog ikke                                      | Deltog ikke                                      | Deltog ikke                                      | Deltog ikke                                      | Deltog ikke                                      |
| 1992 Barcelona                                   | Deltog ikke                                      | Deltog ikke                                      | Deltog ikke                                      | Deltog ikke                                      | Deltog ikke                                      |
| 1996 Atlanta                                     | 0                                                | 0                                                | 0                                                | 0                                                | –                                                |
| 2000 Sydney                                      | 0                                                | 0                                                | 0                                                | 0                                                | –                                                |
| 2004 Athen                                       | 0                                                | 0                                                | 0                                                | 0                                                | –                                                |
| 2008 Beijing                                     | 0                                                | 0                                                | 0                                                | 0                                                | –                                                |
| 2012 London                                      | 0                                                | 0                                                | 0                                                | 0                                                | –                                                |
| 2016 Rio de Janeiro                              | 0                                                | 0                                                | 0                                                | 0                                                | –                                                |
| 2020 Tokyo                                       |                                                  |                                                  |                                                  |                                                  |                                                  |
| Totalt                                           | 0                                                | 0                                                | 0                                                | 0                                                |                                                  |